# Santiago Moreno
Pour les articles homonymes, voir Moreno.
Santiago Moreno, né le 21 avril 2000 à Cali en Colombie, est un footballeur colombien qui évolue au poste d'ailier droit au Fluminense FC .

## Biographie

### América de Cali
Né à Cali en Colombie, Santiago Moreno est formé par l'América de Cali. Il fait ses débuts en professionnel le 26 août 2019, lors d'un match de championnat de Colombie face à l'Envigado FC. Il est titularisé au poste d'ailier gauche et son équipe s'impose par un but à zéro.
Il participe à son premier match de Copa Libertadores le 17 septembre 2020, contre les brésiliens du SC Internacional. Il se fait remarquer en marquant son premier but dans la compétition seulement quelques minutes après son entrée en jeu, mais cela ne suffit pas à son équipe, qui est battue par quatre buts à trois.
Le 14 mai 2021, Santiago Moreno se fait remarquer en inscrivant un but en Copa Libertadores contre l'Atlético Mineiro. Si son équipe s'incline par trois buts à un ce jour-là, il est nommé pour cette réalisation dans les plus beaux buts de la semaine de la Copa Libertadores.

### Timbers de Portland
Ses prestations suscitent l'intérêt de plusieurs clubs à l'été 2021, dont les Timbers de Portland et les Glasgow Rangers. Il signe finalement avec les Timbers le 29 juillet 2021 pour un contrat courant jusqu'en 2025.
Moreno inscrit son premier but pour Portland le 5 décembre 2021, face au Real Salt Lake. Il est titularisé et participe à la victoire de son équipe par deux buts à zéro.
Le 30 juin 2022, Moreno réalise son premier doublé pour le club, lors d'une rencontre de MLS face au Dynamo de Houston. Titulaire, il donne la victoire à son équipe (2-1 score final).